# Zygmunt Grabowski (pułkownik)
Zygmunt Grabowski (ur. 23 kwietnia 1892, zm. 7 września 1968 w Londynie) – pułkownik dyplomowany piechoty Wojska Polskiego, kawaler Orderu Virtuti Militari.

## Życiorys
Urodził się 23 kwietnia 1892 w rodzinie Leona i Karoliny z Wyżgów. Ukończył Szkołę Wojskową w Irkucku. Podczas I wojny światowej był oficerem 136 taganrodzkiego pułku piechoty. Po wybuchu rewolucji październikowej 1917 - w 3 północnym pułku strzelców. Po odzyskaniu przez Polskę niepodległości wstąpił do Wojska Polskiego. Podczas wojny polsko-bolszewickiej 1920 w stopniu majora służył w szeregach 1 Syberyjskiego pułku piechoty.
3 maja 1922 został zweryfikowany w stopniu majora ze starszeństwem z dniem 1 czerwca 1919 roku i 287. lokatą w korpusie oficerów piechoty. W 1923, jako oficer przydzielony do Sztabu Generalnego, pełnił służbę w sztabie Dowództwa Okręgu Korpusu Nr III w Grodnie na stanowisku szefa Oddziału III. 2 listopada 1923 został przydzielony do Wyższej Szkoły Wojennej w Warszawie, w charakterze słuchacza III Kursu Doszkolenia. 15 października 1924 roku, po ukończeniu kursu i otrzymaniu dyplomu naukowego oficera Sztabu Generalnego, został przydzielony do Dowództwa 20 Dywizji Piechoty w Słonimiu na stanowisko szefa sztabu. W czasie studiów w Wyższej Szkole Wojennej oraz służby sztabowej pozostawał oficerem nadetatowym 8 pułku piechoty Legionów w Lublinie. 3 maja 1926 został awansowany do stopnia podpułkownika ze starszeństwem z dniem 1 lipca 1925 roku i 24. lokatą w korpusie oficerów piechoty. 5 maja 1927 został przeniesiony do 35 pułku piechoty w Brześciu na stanowisko zastępcy dowódcy pułku. 18 czerwca 1930 został powołany na stanowisko dowódcy 49 pułku piechoty Strzelców Kresowych w Kołomyi. 21 grudnia 1932 roku awansował do stopnia pułkownika ze starszeństwem z dniem 1 stycznia 1933 roku i 8. lokatą w korpusie oficerów piechoty. W marcu 1938 roku został szefem sztabu Dowództwa Okręgu Korpusu Nr X w Przemyślu.
Po wybuchu II wojny światowej i kampanii wrześniowej przedostał się do Francji, wstąpił do Polskich Sił Zbrojnych i został dowódcą piechoty dywizyjnej sformowanej 13 listopada 1939 1 Dywizji Grenadierów. Po kampanii francuskiej 1940 przedostał się do Wielkiej Brytanii. Tam został dowódcą 7 Brygady Kadrowej Strzelców, sformowanej 24 listopada 1940 w szkockim mieście Dunfermline. 1 maja 1942 został przeniesiony do I Oficerskiego Baonu Szkolnego i wyznaczony na stanowisko komendanta zgrupowania oficerów sztabowych. Po wojnie pozostał na emigracji.
Zmarł 7 września 1968 w Londynie. Pochowany na tamtejszym Cmentarzu North Sheen.

## Ordery i odznaczenia
- Krzyż Srebrny Orderu Wojskowego Virtuti Militari nr 3782[12]
- Krzyż Oficerski Orderu Odrodzenia Polski (11 listopada 1937)[13]
- Złoty Krzyż Zasługi (19 marca 1931)[14]
- Medal Pamiątkowy za Wojnę 1918–1921
- Medal Dziesięciolecia Odzyskanej Niepodległości
- Krzyż Wojskowy (Wielka Brytania)